# Hornostaivka (huyện)
Huyện Hornostaivka (tiếng Ukraina: Горностаївський район, chuyển tự: Hornostaivkas’kyi raion) là một huyện của tỉnh Kherson thuộc Ukraina. Huyện Hornostaivka có diện tích 1018 km², dân số theo điều tra dân số ngày 5 tháng 12 năm 2001 là 21942 người với mật độ 22 người/km2. Trung tâm huyện nằm ở Hornostaivka.